# Notopalaeognathae
De Notopalaeognathae zijn een groep vogels behorend tot de Palaeognathae. Tot deze clade behoren de nandoes (Rheiformes), tinamoes (Tinamiformes) en moa's (Dinornithiformes), en de Novaeratitae. De Notopalaeognathae zijn de zustergroep van de struisvogels.